# Colegiul Național „Ion Luca Caragiale” din Ploiești

Liceul „Sfinții Petru și Pavel” din Ploiești. Imagine din anul 1931

Colegiul Național „Ion Luca Caragiale” este un liceu din orașul Ploiești, România.

## Istoric
Aceasta a fost prima școală medie din orașul Ploiești, până la înființarea sa, cursuri secundare, îndeosebi de limbi străine, contabilitate, geografie, se predau la Ploiești numai la pensionul Eliade.
La 3 noiembrie (stil vechi) 1864, se deschid cursurile „Gimnasiului de băeți din Ploiesci”, la început cu o clasă de 18 elevi, la care peste două săptămâni se mai adaugă o clasă de 18 elevi între care se afla și Ion Luca Caragiale. Gimnaziul nu avea clădire proprie și funcționa tot în localul Școlii Primare de Băieți nr. 1. Director era Mihalache Georgescu, Ion Romanescu preda limba română, limba latină, istoria și geografia, Nicolaie Crapelianu, științele și francezul August Pick, limba franceză și desenul.
La 31 mai 1865 se pune piatra fundamentală a noului local, proiectat de arhitectul Alexandru Orăscu, execuția fiind încredințată meșterului Anghel Ioniță. La 1 septembrie 1866 se deschid cursurile în noul local (actualul Muzeu de Istorie și Arheologie al județului Prahova), școlii, având acum toate cele patru clase, acordându-i-se de minister la data de 5 august 1866, numele de „Gimnasiul Sfinții Petru și Pavel”, același cu al celei mai vechi biserici din oraș.
În 1878 s-a aprobat și funcționarea clasei a V-a, dar abia în toamna lui 1880, Ministerul Instrucției Publice a aprobat transformarea gimnaziului în „Liceul Sfinții Petru și Pavel”.
In aprilie 1892, ministrul Take Ionescu solicită să se elaboreze un proiect pe baza propunerii arhitectului Ion N. Socolescu pentru construirea unui edificiu monumental, alocând și o subvenție anuală de 300000 lei, care să se adauge contribuției orașului. 
Între anii 1895-1898 se construiește localul de pe Bulevardul Independenței după planurile arhitectului Toma Dobrescu.
În anii care au urmat, liceul a devenit unul dintre cele mai cunoscute din țară. De numele său se lega imaginea fațadei monumentale, cu statuile celor doi Sfinți Apostoli, uniformele cu inițialele „L.P.P.” deasupra numărului matricol, pe peticul de catifea vișinie de pe brațul stâng. În anul 1939, cu prilejul aniversării a 75 de ani de la înființare, apare volumul „Istoricul Liceului Sfinții Petru și Pavel”, scris de profesorul Stoica Teodorescu. În timpul atacurilor aviației americane din vara anului 1944, clădirea liceului este bombardată și suferă grave avarii, întreaga fațadă fiind distrusă.
După sfârșitul războiului, se inițiază o intensă campanie pentru strângere de fonduri în vederea refacerii clădirii distruse. Inflația și reforma monetară din 1947 anulează suma considerabilă de bani care fusese realizată.
Pe lângă programul de învățământ, trebuie menționate activitățile Societății Literare a elevilor cu numele „I. L. Caragiale”, care edita revista „Curierul Liceului”, unde și-a făcut debutul poetul Nichita Stănescu, și ale Societății Științifice "Spiru Haret".
Corpul profesoral al Liceului „Sfinții Petru și Pavel” în anii '40:
- Limba română: Al. Gregorian, Constantin Râpeanu, Elena Paulescu, Gh. Milică
- Limba franceză: Jean Climer, Eustațiu Pretorian, G. Iancu-Ghidu
- Limba latină: Virgil Theodosiu, Nicolae Bălan
- Limba germană: Virgil Herda, Cecilia Spirescu
- Istorie: C. Petrescu-Sava (Zagoriț), Nicolae Simache, B. Oprescu
- Geografie: Stoica Teodorescu, Ion Mugur
- Matematică: Gheorghe Canciu, Vasile Dumitrescu-Stefești, I. Theodorescu, Ion Th. Grigore
- Filozofie și Drept: Virgil Șerbănescu, C. Popescu-Gruia
- Științe Fizico-Chimice: M. Zaharescu, Ion Mănciulescu
- Științe Naturale: Grigore Savu, N. Angelescu, Irina Constantinescu, N. Bodnariuc
- Desen: Iosif Pop, Petre Tomescu
- Muzică: Ion Cr. Danielescu, Ion Butaș
- Educație Fizică: I. Mătușa, Constantin Rădulescu, Ion Turcu
- Religie: Preotul Ion Enoiu, Preotul Brezeanu

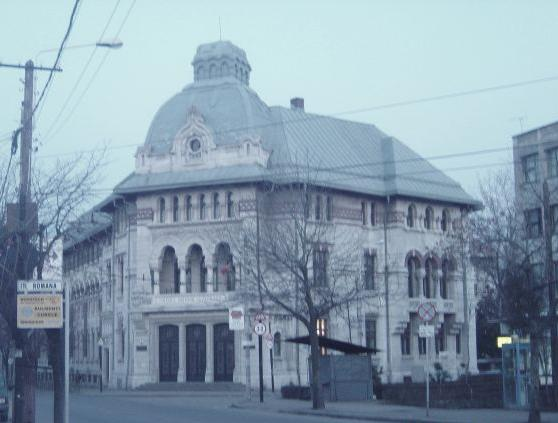
Clădirea Colegiului Național „Ion Luca Caragiale” din Ploiești, 2008

Clădirea de pe Bulevardul Independenței, în mare parte distrusă de bombardamentele americane din 1944, a fost reparată, căpătând o fațadă în stil socialist. Numele liceului „Sfinții Petru și Pavel” a fost retras de autoritățile comuniste în 1948. A fost o mare dramă pentru profesori, elevi și absolvenți. Dar același lucru se petrecuse cu toate școlile din țară. Liceul a devenit Școala Medie nr. 1, după model sovietic, cu clase puține, cu planuri de învățământ sărăcite și cu sediul mutat în clădirea impunătoare a Palatului Școalelor Comerciale proiectată de Toma T. Socolescu, unde funcționează și astăzi. Școala Medie nr. 1 a devenit în 1952 Școala Medie „Ion Luca Caragiale” (SMILC) și mult mai târziu și-a recăpătat titulatura de liceu. 
La 27 septembrie 1997, liceul a primit numele de „Colegiul Național Ion Luca Caragiale”. 
În 1959 a existat propunerea ca Școala Medie „Ion Luca Caragiale”, succesoarea și continuatoarea tradiției vechiului liceu, să se mute în vechiul local, parțial reconstruit, dar care nu mai avea nimic din monumentalitatea acestuia. Conducerea școlii a refuzat, având în vedere că tocmai se incheiaseră lucrările de renovare și modernizare în urma cărora clădirea abia își recăpătase strălucirea de odinioară.
În vechea clădire, care nu mai păstrează decât o aripă din clădirea inițială, a fost instalat pentru o vreme Institutul de Petrol și Gaze, iar în prezent acolo funcționează Colegiul Național Mihai Viteazul.
În ultimii 15 ani o serie de personalități, în special foști absolvenți, s-au angajat într-o campanie pentru reluarea denumirii de „Sfinții Petru și Pavel”, până în prezent fără succes. Cei care au urmat cursurile liceului Mihai Viteazul prefera insa acesta denumire. Incepând cu anul 1948, Liceul „Sfinții Petru și Pavel” din Ploiești - unde au învățat trei viitori președinți ai Academiei Române, Andrei Rădulescu, Mihai Drăgănescu și Eugen Simion - a primit numele de Liceul I. L. Caragiale.